# 한국교통안전공단
한국교통안전공단(韓國交通安全公團, Korea Transportation Safety Authority, TS)은 교통안전관리의 효율화를 도모하기 위하여 설립된 대한민국 국토교통부 산하 위탁집행형 준정부기관이다.
1979년 12월 28일 교통안전진흥공단법에 의거하여 1981년 7월 1일 교통안전진흥공단으로 설립되었다. 1987년 5월 15일 자동차성능시험연구소를 세웠고, 1995년 4월 5일에 현재의 명칭으로 바뀌었다. 2002년 6월 3일 공단 본사를 서울특별시에서 경기도 안산시로 이전하였으며, 2014년 4월에 다시 본사를 김천 혁신도시(경상북도 김천시 혁신6로 17)로 이전하였다. 현재는 소속기관은 13개 지사, 자동차 검사소 59개가 있다.

## 설립 근거
- 교통안전공단법[1]

## 연혁
- 1979년 12월 교통안전진흥공단법 제정 공포 (법률 제3185호)
- 1981년 7월 교통안전진흥공단 설립
- 1985년 10월 7개지부 설치 (부산경남, 대구경북, 인천경기 등)
- 1987년 5월 자동차성능시험연구소 설립
- 1993년 11월 성능시험연구소 1단계 건설공사 준공
- 1995년 4월 교통안전진흥공단에서 교통안전공단으로 명칭 변경
- 2000년 1월 자동차사고 유자녀 등 지원업무개시
- 2002년 5월 자동차주행시험장 완공
- 2002년 5월 운행차배출가스 정밀검사 시행
- 2002년 6월 공단 본부 이전(서울특별시 구로구 궁동 → 경기도 안산시)
- 2004년 1월 초경량비행장치 조종자 자격시험 및 안전성 인증검사 업무 개시
- 2004년 7월 화물운송종사자 자격시험, 교육 및 자격증 교부 업무 개시
- 2005년 11월 철도종합안전심사, 철도차량 운전면허시험 시행
- 2006년 1월 대중교통 현황조사 및 경영·서비스 평가사업 시행
- 2009년 3월 안전운전체험연구교육센터 개소
- 2018년 1월 교통안전공단에서 한국교통안전공단으로 변경

## 주요 기능 및 역할
- 도로·철도·항공 교통안전 연구교육 및 지도진단사업
- 교통사고 예방을 위한 교육ㆍ홍보 등 교통안전사업
- 대중교통 현황조사 및 지자체 대중교통 시책평가
- 자동차의 성능 및 안전도 향상을 위한 시험 및 연구
- 운행자동차 정기검사 등 정부로부터 위탁 받은 사업
- 자동차사고 피해자에 대한 지원사업

## 조직

### 이사장
- 이사회
- 감사 (비상임)
  - 감사실 (감사처)
- 홍보실
- 비서실

#### 기획본부
- 기획조정실
  - 전략기획처
  - 예산처
  - 열린혁신처
  - 성과평가처
- 정보전략실
  - 정보운영처
  - 정보보안처
  - 자동차정보처

#### 경영지원실
- 운영지원처
- 인재양성처
- 재정회계처

#### 도로안전본부
- 도로안전처
- 교통안전교육처
- 자격관리처
- 교통복지처

#### 철도항공본부
- 철도안전처
- 철도승인처
- 철도기술처
- 항공안전처
- 항공시험처

#### 자동차검사본부
- 검사전략실
  - 검사기준처
  - 검사운영처
  - 검사연구처
  - 자동차튜닝처
  - 특수검사처
  - 주차안전처

#### 교통안전연구개발원
- 교통안전연구처
- 교통조사평가처
- 교통빅데이터센터

## 소속기관
- 자동차안전연구원

### 지사
| 지사명           | 주소                                             |
| ---------------- | ------------------------------------------------ |
| 서울지역본부     | 서울특별시 마포구 월드컵로 220 (성산동)          |
| 경인지역본부     | 경기도 수원시 권선구 수인로 24 (서둔동)          |
| 경기북부지사     | 경기도 의정부시 평화로 287 (호원동)              |
| 부산경남지역본부 | 부산광역시 사상구 학장로 256 (주례동)            |
| 대구경북지역본부 | 대구광역시 수성구 노변로 33 (노변동)             |
| 호남지역본부     | 광주광역시 남구 송암로 96 (송하동)               |
| 중부지역본부     | 대전광역시 대덕구 대덕대로1417번길 31 (문평동)   |
| 인천지사         | 인천광역시 남동구 백범로 357 (간석동)            |
| 울산지사         | 울산광역시 남구 번영로 90-1 (달동)               |
| 전북지사         | 전라북도 전주시 덕진구 신행로 44 (팔복동3가)     |
| 강원지사         | 강원도 춘천시 동내로 10 (석사동)                 |
| 충북지사         | 충청북도 청주시 흥덕구 사운로386번길 21 (신봉동) |
| 경남지사         | 경상남도 진주시 동진로 415 (충무공동)            |
| 제주지사         | 제주특별자치도 제주시 삼봉로 79 (도련이동)       |

### 자동차검사소
| 지역명      | 해당 지역 자동차 검사소                               |
| ----------- | ----------------------------------------------------- |
| 서울        | 강남 / 성산 / 노원 / 구로 / 성동 / 상암               |
| 경기        | 수원 / 안양 / 성남 / 서수원 / 안산 / 용인             |
| 경기 북부   | 의정부 / 고양 / 남양주                                |
| 부산 · 경남 | 해운대 / 주례 / 사하 / 창원 / 진주 / 거창             |
| 대구 · 경북 | 이현 / 수성 / 포항 / 경주 / 구미 / 안동 / 영주 / 문경 |
| 광주 · 전남 | 광주 / 북광주 / 목포 / 여수 / 순천                    |
| 대전 · 충남 | 대전 / 신탄진 / 유성 / 천안 / 홍성 / 세종             |
| 인천        | 인천 / 서인천 / 부천                                  |
| 울산        | 울산                                                  |
| 전북        | 전주 / 군산 / 익산 / 정읍 / 남원                      |
| 강원        | 춘천 / 원주 / 강릉 / 태백 / 동해                      |
| 충북        | 청주 / 충주                                           |
| 제주        | 제주                                                  |

## 자격 시험
- 운전적성정밀검사
- 항공종사자자격시험
- 버스운전자격시험
- 화물운송종사자격시험
- 철도차량자격시험
- 교통안전관리자
- 항공영어구술능력증명시험

## 같이 보기
- 한국도로교통공단
- 부산교통공사
- 인천교통공사
- 미국연방교통안전위원회